# عين الرخويات

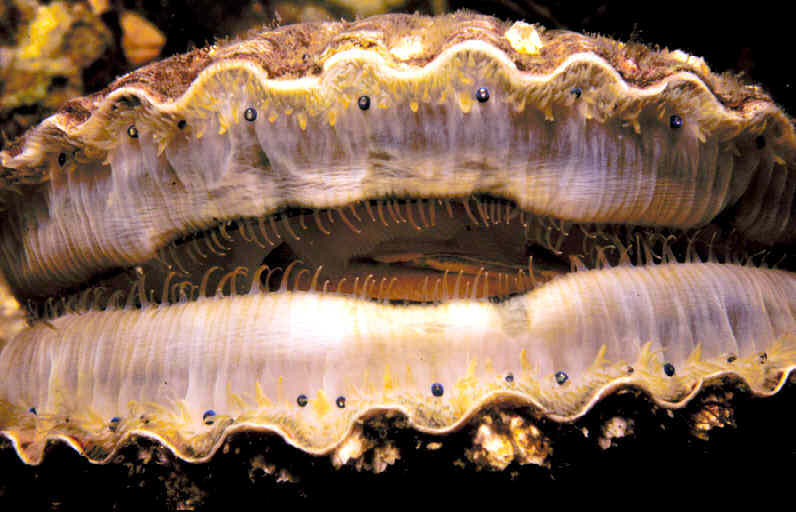
تحتوي المحارات على ما يصل إلى 100 عين بسيطة

الرخويات لديها أكبر مجموعة متنوعة من أشكال العين بين أي شعبة حيوانية، بدرجة كبيرة من التباين في وظائفها. رأسيات الأرجل مثل الأخطبوط والسبيدج والحبار لها عيون معقدة مثل عيون الفقاريات، في حين أن المشاقيات لديها ما يصل إلى 100 عين بسيطة.

## التنوع
هناك ما بين سبعة وأحد عشر نوعًا مختلفًا من العين في الرخويات. تمتلك الرخويات عيونًا من جميع مستويات التعقيد، من عيون الحفرة في العديد من بطنيات القدم، إلى عيون ثقب الإبرة في النوتي، إلى العيون العدسية في رأسيات الأرجل الأخرى. توجد العيون المركبة في بعض ذوات الصدفتين، وقد ابتكرت مرايا عاكسة من قبل سلالات أخرى مثل المشاقيات. بالإضافة إلى اختلافها في التعقيد، فإن عيون الرخويات تمتد على مدى واسع في الحجم؛ فقد تكون من 20 ميكرومترًا (0.0008 بوصة) إلى 27 سم (11 بوصة) عرضًا.
بطنيات القدم البدائية لها عيون بسيطة بكأس صبغي، بينما بطنيات القدم الأكثر تقدمًا لها عيون أكثر تعقيدًا مع عدسة وغالبًا ما يكون لها قرنية. لدى معظم بطنيات القدم عين صغيرة عند قاعدة كل مجس رأسي، ولكن في بعضها، مثل الحلزون الكبير وبعض بطنيات القدم الجديدة، تكون العيون مكبرة ومرفوعة على سيقان طويلة. كما أن الرخويات الرئوية ذات القرون العينية وعاموديات العيون لها عيون موضوعة على أطراف مجسات بصرية خاصة، وفي عاموديات العيون الغائبة، أصبحت هذه المجسات أعضاء شمية.

## التشريح
لدى بطنيات القدم ورأسيات الأرجل عيون متزاوجة على رؤوسها (وأحيانًا ذيولها)، ولكن العديد من الرخويات ليس لها مناطق رأس واضحة لتحديد موقع العيون فيها. نتيجة لذلك، قد يكون لدى العديد من الرخويات عدد كبير من العيون في أماكن أقل احتمالا، مثل على طول حافة صدفتها. لدى الخيتون شبكة متفرقة من العيون الصغيرة على سطح صدفها والتي قد تعمل معًا كعين مركبة. لدى العديد من بطنيات القدم عيون ذات أعناق؛ يمكن للعين أن تنكمش داخل العنق نفسه عند وجود خطر.
في أبسط تركيب لها، يجب أن تحتوي العين على خلايا مستقبلة ضوئية حساسة للضوء مرتبة في شكل كوب محاط بخلايا صبغية بحيث لا يمكن للضوء من البيئة إلا أن يصيب خلية مستقبلة ضوئية من اتجاه واحد. علاوة على ذلك، يمكن للعين الحقيقية تسجيل معلومات الضوء من عدة مستقبلات ضوئية في وقت واحد، ويمكن معالجة هذه المعلومات بالتوازي من قبل الكائن الحي. بشكل عام، تُرتب خلايا المستقبلات الضوئية في طبقة واحدة لتشكيل شبكية العين. يمكن أن تكون هذه الخلايا المستقبلة الضوئية من نوعين مختلفين، يتم التعرف عليهما بطرق مختلفة لزيادة مساحة سطح الخلية. إذا كان لديها توسعات على الغشاء الهدبي، فهي مستقبلات ضوئية هدبية، بينما تمتلك المستقبلات الضوئية الهدبية توسعات على الغشاء الخلوي مثل الزغيبات. تشمل هياكل العين الإضافية الموجودة في بعض أنواع العين القرنية الخلوية أو المفرزة والعدسات والكتل الزجاجية والأسطح العاكسة.